# Rudolf Schneider (Jurist)
Rudolf Schneider (* 1. Februar 1875 in Neustadt O.S.; † 30. November 1956 in Wiesbaden) war ein deutscher Jurist und zur Zeit des Nationalsozialismus Präsident des Oberlandesgerichts Hamm.

## Biografie
Der Sohn eines Kaufmanns trat nach dem Studium der Rechtswissenschaft 1901 als Gerichtsassessor in den Justizdienst ein und wurde 1907 Landrichter in Glatz. Nach der Teilnahme am Ersten Weltkrieg wurde er 1917 Landgerichtsrat und 1919 Oberlandesgerichtsrat am Oberlandesgericht Breslau. Ab 1922 war er für das Auswärtige Amt tätig und fungierte als „deutscher Schiedsrichter beim gemischten Schiedsgericht für Oberschlesien in Beuthen“. Danach war er 1923 Senatspräsident am Kammergericht und ab 1924 Präsident des Landgerichts Beuthen. Während der Weimarer Republik gehörte er dem Zentrum und dem katholischen Beamtenbund an.
Am 14. Juli 1933, in der Zeit des Nationalsozialismus, wurde Schneider Präsident des Oberlandesgerichts Hamm. Obwohl er während der Weimarer Republik dem Zentrum und dem katholischen Beamtenbund angehört hatte, befürwortete und unterstützte er den Nationalsozialismus. So forderte er bereits in seiner Antrittsrede seine Mitarbeiter auf, sich „voll und ganz in den Dienst des Nationalsozialismus“ zu stellen. Der „Umbau des Staates“ müsse sich in „gleicher Weise auf die Justiz erstrecken.“ Mitglied der NSDAP wurde Schneider 1940.  Schneider war am 23. und 24. April 1941 in Berlin Teilnehmer der Tagung der höchsten Juristen des Deutschen Reiches, bei der Viktor Brack und Werner Heyde über die „Vernichtung lebensunwerten Lebens“ in den Gaskammern der Aktion T4 informierten. In diesem Rahmen bekam er Kenntnis über die „Scheinlegalisierung des Krankenmords“ durch Franz Schlegelberger. Im März 1943 trat er in den Ruhestand. Als Oberlandesgerichtspräsident in Hamm folgte ihm Hans Semler nach.